# Arctosa intricaria
Arctosa intricaria este o specie de păianjeni din genul Arctosa, familia Lycosidae. A fost descrisă pentru prima dată de C. L. Koch, 1847. Conform Catalogue of Life specia Arctosa intricaria nu are subspecii cunoscute.